# Buzzi Bódog
Buzzi Bódog Ferenc (Felix Buzzi, Bisenz, Morvaország, 1829. december 20. – Budapest, 1875. január 26.) olasz származású okleveles mérnök és építőmester.

## Élete
Apja Buzzi Antal Itáliában született. Elemi tanulmányai után részint a lembergi reál és kereskedelmi akadémián, részint az ottani császári és királyi műtani akadémián végezte, illetve némely műszaki tanulmányokat a bécsi császári és királyi műegyetemen. Akárcsak Ybl Miklós, ő is csak a magasabb tanulmányok elvégzése után állt be inasnak Pesten, s szabadult fel három év múlva legénnyé. Ezután Frey Lajos és Kauser Lipót helybeli építészeknél építési tervek és rajzok elkészítésével és építési költségvetések összeállításával foglalkozott, akik később — mint beadványában is állítja, és amit iratok is tanúsítanak — üzleti társuknak tekintették és építéseiknél önálló és teljes rendelkezési jogot ruháztak rá. Végzett vasúti és útépítési munkákat is. Pest városa részére elkészítette a kőbányai csatornázást, illetve magasépítési munkák kivitelezését is elvállalt. 1862-ben ő tervezte Oetl Antal és testvére, János ércöntő társulatának az Árok utcai öntödéjét (ez az épület volt az Andrássy út 62. elődje). A kiegyezéstől a főváros egyesüléséig eltelt néhány évben épült a Remete út 4. alatti, általa tervezett, emeletes „Bellevue" nyaralószálloda.
Mesterfelvételi kérelmét 1868. június 10-én nyújtotta be a tanácshoz, az előírt vizsga elengedéséért is folyamodva. A megkívánt felsőbb ismereteket igazoltnak látva, kérelmét mind a céh, mind a tanács támogatta, s a felmentés adományozására jogosult Földművelés, Ipar és Kereskedelmi Minisztérium sem tett ellene észrevételt. Ezt követően a pesti tanács az építőmesteri jogot 1868. augusztus 5-én adta meg.
1873-tól az Általános Osztrák Légszesztársulat házi építésze volt.
Kéler Napóleon (1845–1919) építésszel 1869-től dolgozott együtt, akinek felismerve munkaerejét, szorgalmát és tudását, 1871-től társul vette maga mellé. 1871–1873-ban ők építették a Posta és Távírda Igazgatóság palotáját a szervita-rend kertjén az akkori Koronaherceg- és Városház utcák között. Továbbá az Alföld-fiumei vasút igazgatósági épületét az Akadémia-utcában, az Erdélyi vasút igazgatósági épületét a Rudolf-rakparton, és 1874–1875-ben ő építette a Népszínházat, a Rákóczi úton. Ők végezték el az Ördög-árok beboltozását (1873–1879) is. Halála után az addigra jónevű „Buzzi és Kéler“ budapesti építészcéget özvegye, született Tranger Mária (1831−1912) kötött szerződés értelmében társa vitte tovább. Több gyermekük megérte a felnőttkort, köztük Buzzi Géza Félix, a Gazdasági Lapok és az Állattenyésztési és Tejgazdasági Lapok felelős főszerkesztője.
1875. január 26-án hunyt el. Január 28-án a Kerepesi úti temetőben helyezték örök nyugalomra.

## Galéria

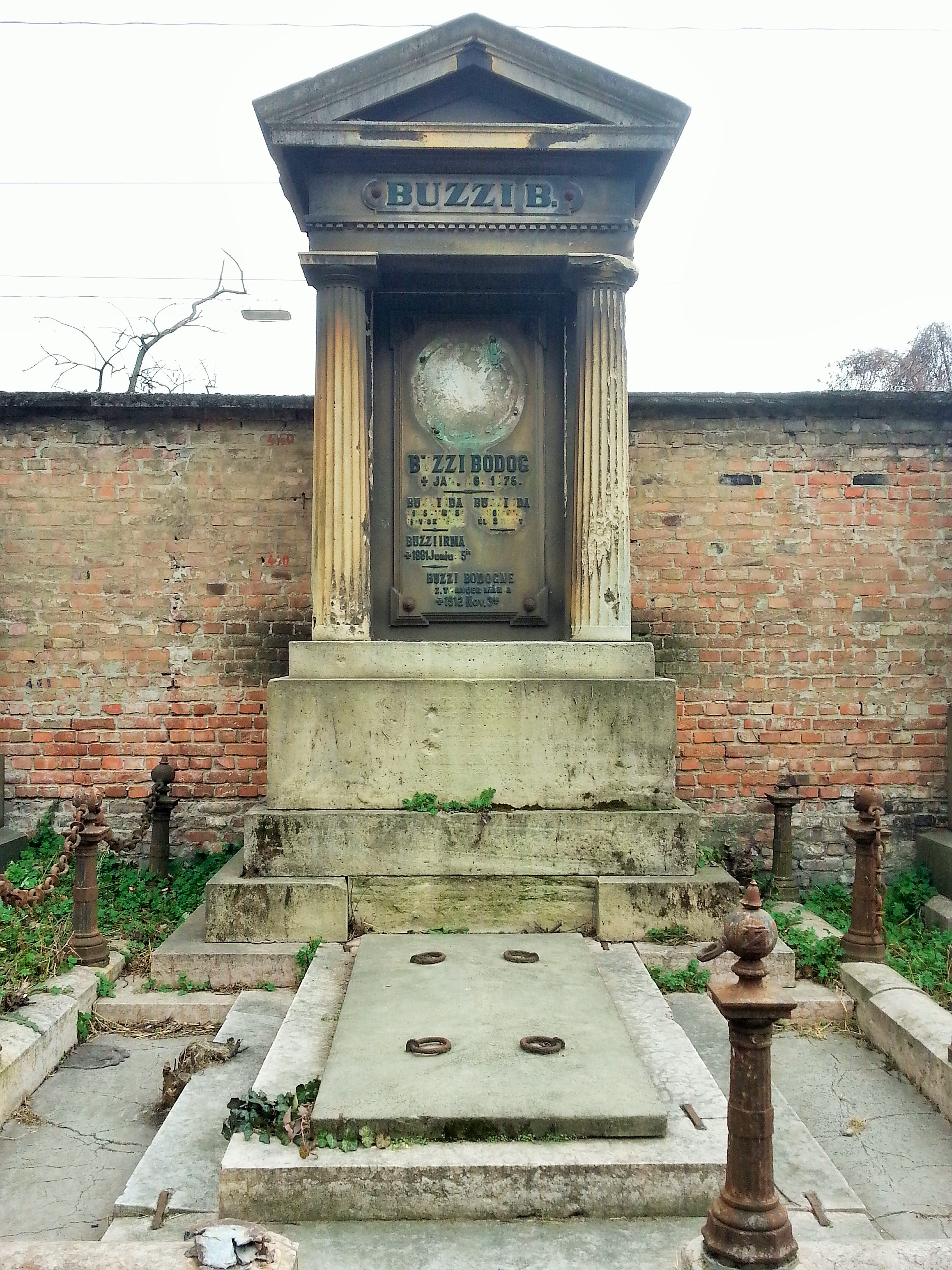
A Buzzi család sírboltja, Fiumei úti sírkert, Budapest

Néhány Buzzi Bódog által épített épület

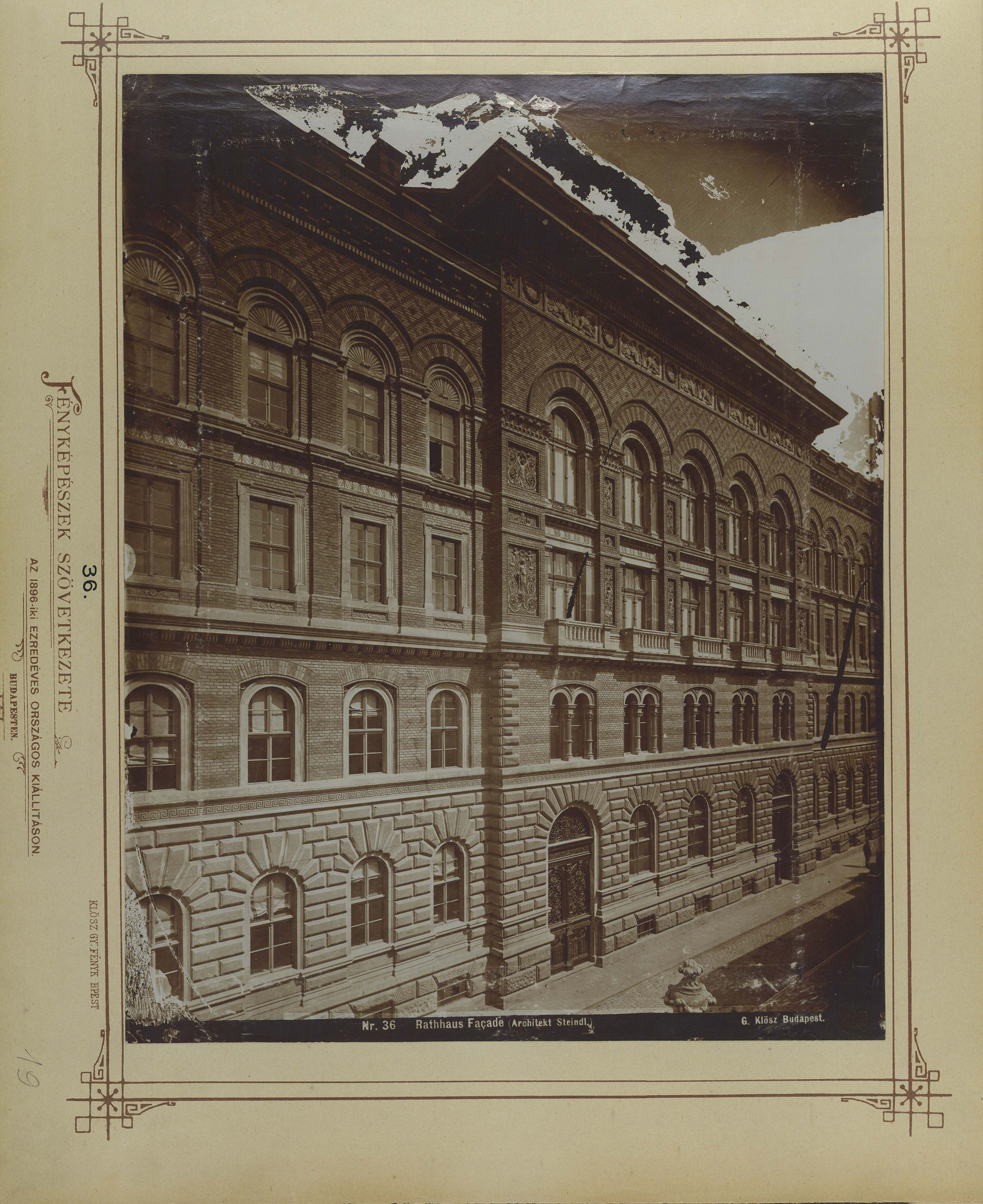
A pesti Új Városháza[15] (Váci utca 62-64.)
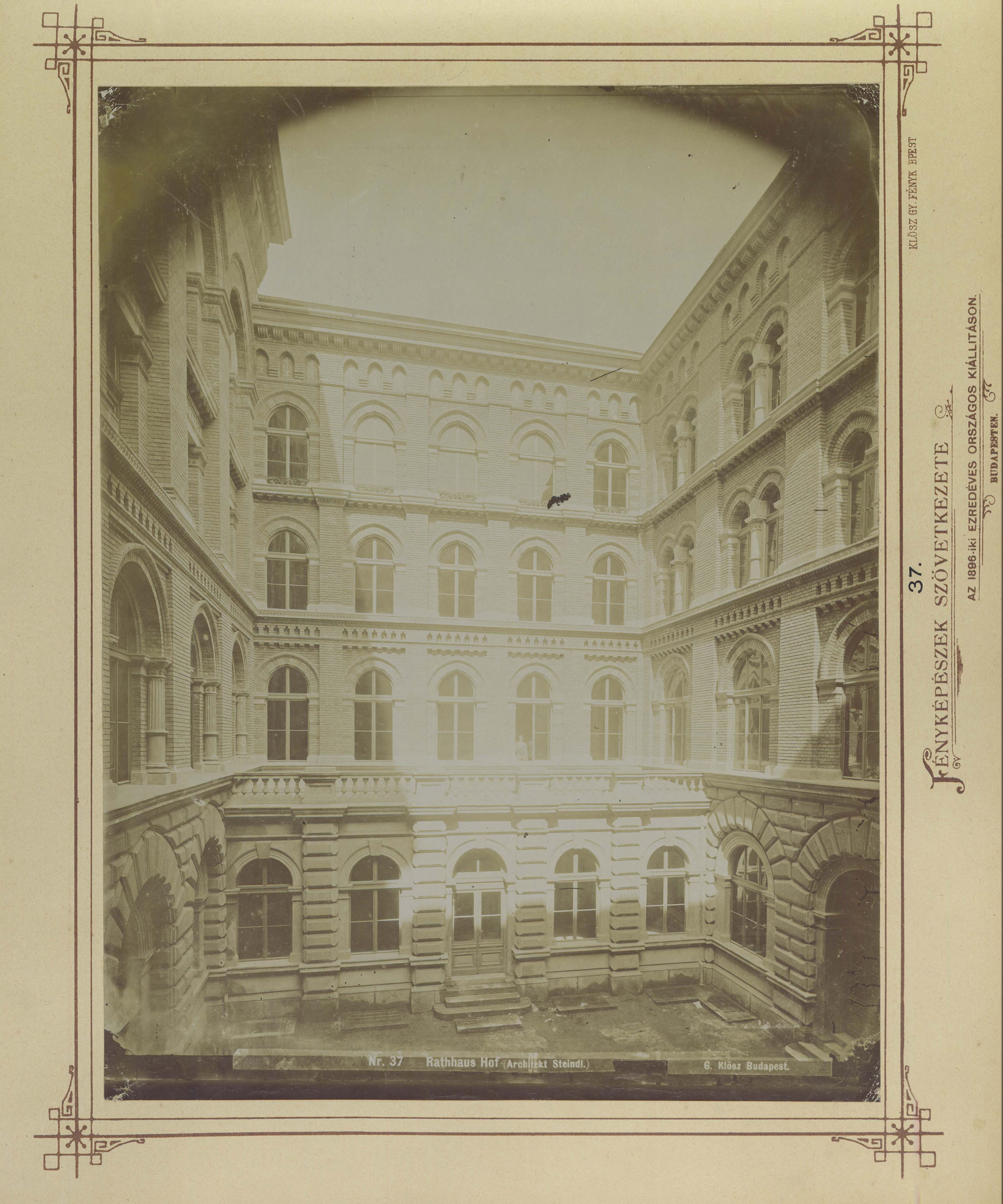
és udvari homlokzata
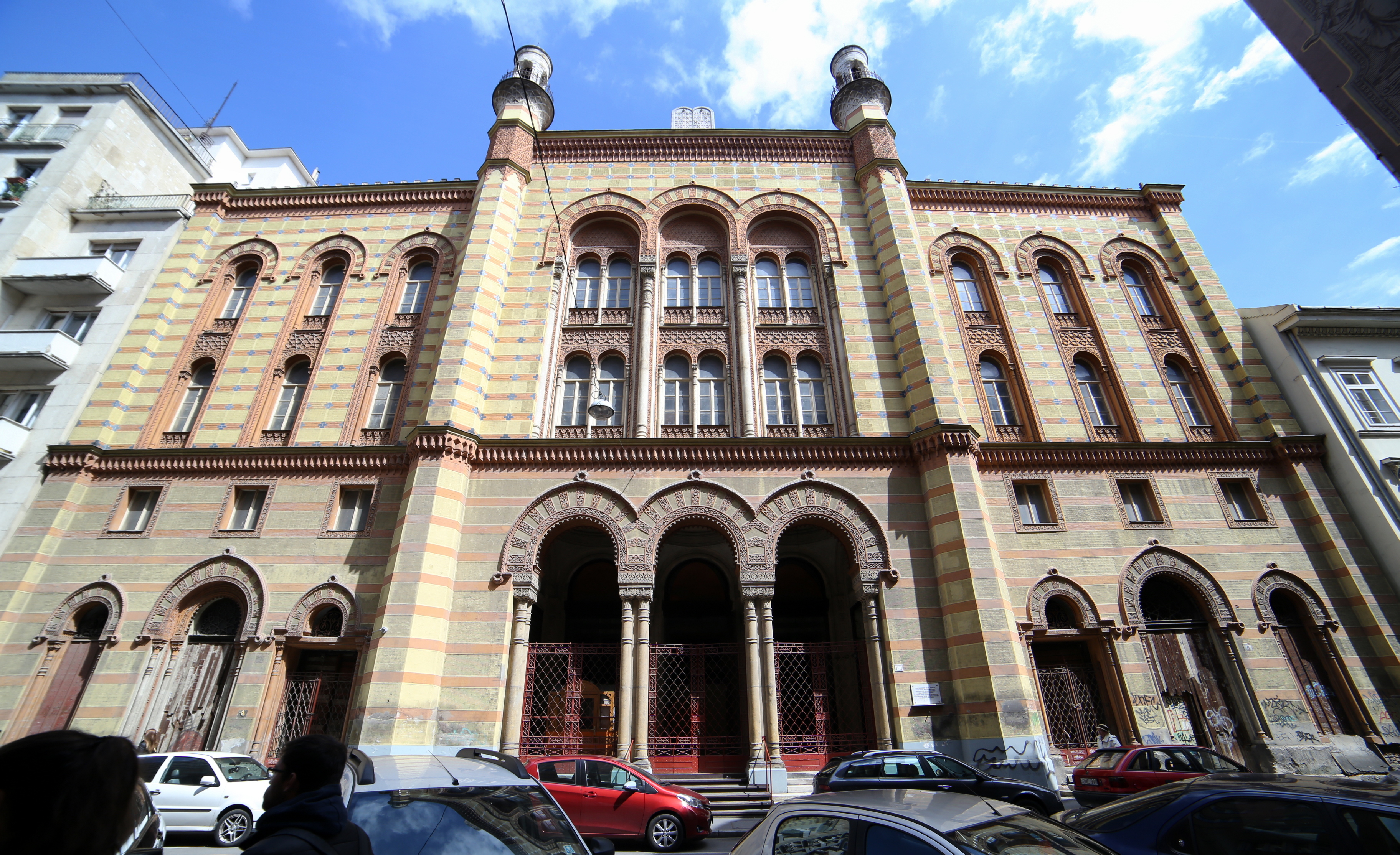
Rumbach utcai zsinagóga